# Pachyrhinus lethierryi
Pachyrhinus lethierryi ist ein Käfer aus der Familie der Rüsselkäfer und der Unterfamilie Entiminae.

## Merkmale
Die Käfer sind 4–5,5 mm lang.
Sie besitzen eine hellgrüne Färbung. Sie sind dicht beschuppt.

## Verbreitung
Das ursprüngliche Verbreitungsgebiet erstreckt sich über Südfrankreich, Korsika und Sardinien. Seit Mitte des 20. Jahrhunderts dehnt sich Pachyrhinus lethierryi unter anderem nach Norden aus. Die Art ist nun in Nordfrankreich, seit 2001 in Deutschland, in der Schweiz, seit 2003 in Großbritannien, in den Benelux-Staaten, in Spanien und seit 2015 in Kleinasien vertreten.

## Lebensweise
Die Käfer beobachtet man zwischen Mitte April und Juni. Man findet sie häufig an Zypressen, insbesondere Leyland-Zypresse und Mittelmeer-Zypresse (Cupressus sempervirens), an Stech-Wacholder (Juniperus oxycedrus) und Phönizischem Wacholder (Juniperus phoenicea) sowie an Lebensbäumen (Thuja). Die Larven entwickeln sich im Wurzelwerk ihrer Wirtspflanzen. Nach der Paarung legen die Weibchen ihre Eier ab. Die adulten Käfer sterben im Laufe des Sommers.